# Oxylia duponchelii
Oxylia duponchelii ist ein Käfer aus der Familie der Bockkäfer und der Unterfamilie Lamiinae. Die Gattung ist nur durch zwei Arten vertreten, die beide auch in Europa vorkommen, nicht jedoch in Mitteleuropa.

## Merkmale des Käfers
Der stattliche Käfer erreicht eine Körperlänge von vierzehn bis einundzwanzig Millimetern bei einer Breite von fünf bis etwas über sechs Millimetern. Bei oberflächlicher Betrachtung ähnelt er dem Großen Pappelbock. Die beiden Käfer gehören jedoch verschiedenen Triben an. Bei dem zu den Saperdini gehörigen Pappelbock sind die Klauen einfach, während bei der zu den Phytoeciini gehörigen Gattung Oxylia die Klauen tief zweigespalten sind (Abb. 7).
Durch das Zusammenwirken der schwarzen Farbe des Außenskelettes und der in Farbe und Dichte wechselnden Behaarung des Käfers erscheint dieser oberseits mehr oder weniger dunkel olivgrün mit drei gelben Längsstreifen auf dem Halsschild, unten ist er heller und etwas gelblicher.
Der Kopf ist senkrecht zur Körperachse nach unten geneigt. Er hat im Bereich der Stirn eine feine Längsfurche, diese ist wegen der dichten gelblichen Behaarung und der lang abstehenden schwarzen Behaarung unauffällig. Die nur schwach behaarte Oberlippe, der fast kahle Oberkiefer und der ebenfalls kahle vordere Teil des Kopfschildes erscheinen schwarz bis leicht rötlich (Abb. 1 Mitte).
Die Fühler sind ab dem dritten Glied oberseits auffällig geringelt, die Basis der Fühlerglieder gelblich grau, das Ende schwarz. Diese Ringelung entsteht dadurch, dass eine dichte, kurze und helle Behaarung fast das ganze Fühlerglied bedeckt und nur auf der Oberseite am Ende der Fühlerglieder in Form eines auf der Spitze stehenden Keiles fehlt (Abb. 4). Die beiden ersten Fühlerglieder sind ohne auffällige Kahlstelle mit gelblichen Haaren bedeckt. Auch das letzte Glied ist vollständig behaart. Unterseits trägt das erste Glied wenige, die anderen Glieder sehr wenige lange Fransenhaare (Abb. 4). Die Fühler sind beim Männchen merklich weniger als körperlang, beim Weibchen die Mitte der Flügeldecken nur wenig überragend (Taxobild). Sie sind 12-gliedrig. Das zweite Fühlerglied ist sehr kurz, das erste kürzer als das dritte, das dritte länger als das vierte. Das zwölfte Glied ist ziemlich kurz, weniger als halb so lang wie das elfte.
Die sehr fein facettierten Augen sind durch die Fühler zweigeteilt. Der kleinere über dem Fühler liegende Teil des Auges (Abb. 5 rote Pfeilspitze) ist nierenförmig, der größere unter dem Fühler liegende Teil des Auges ist leicht quer oval (Abb. 1 links) und hinten nach oben zu einer Spitze ausgezogen (Abb. 5 blaue Pfeilspitze).
Der Halsschild ist etwas kürzer als breit und etwa so breit wie der Kopf. Seitlich befindet sich eine mehr oder weniger ausgeprägte flache Beule, jedoch kein zugespitzter Höcker. Vorder- und Hinterrand sind durch eine feine Querfurche abgesetzt (Abb. 2). Der Halsschild ist wie auch der Kopf überall dicht und fein punktiert, die Punkte fließen teilweise zusammen (Abb. 6 links). In der Mitte und auf jeder Seite des Halsschildes über der Beule verläuft je ein Längsstreifen aus dicht stehenden gelben Haaren (Taxobild), im Übrigen ist der Halsschild zerstreut kürzer gelb und lang abstehend schwarz behaart.
Das Schildchen (Abb. 6 im Zentrum) hat etwa die Form eines halbierten quer liegenden Ovals. Es ist etwa gleichfarbig und in ähnlicher Dichte wie die hellen Streifen des Halsschilds behaart.
Die Flügeldecken sind beim Männchen drei Mal, beim Weibchen weniger als drei Mal so lang wie Kopf und Halsschild gemeinsam. Sie sind oben abgeflacht, an den Schultern am breitesten und zusammen merklich breiter als der Halsschild, aber weniger als 1,5 mal so breit wie dieser. Sie verengen sich beim Weibchen nach hinten kaum, beim Männchen etwas deutlicher über die ersten vier Fünftel ihrer Länge, dahinter verschmälern sie sich in einem flachen Bogen zur Naht hin, an der sie zugespitzt enden. Die Flügeldecken klaffen hinten etwas auseinander.
Die Flügeldecken sind dicht und tief punktiert, aber deutlich weniger dicht als Kopf und Halsschild (Abb. 6). Die Punkte sind kahl und erscheinen deswegen aus der Nähe schwarz. Das neben der Flügeldeckennaht liegende Intervall (Nahtstreifen) ist, anders als bei Oxylia argentata, nicht punktiert. Auf jeder Flügeldecke verläuft etwas mehr seitlich eine flache Längsrippe (in Abb. 1 rechts auf der rechten Flügeldecke im hinteren Bereich bei Vergrößerung gut sichtbar). Die einheitliche Farbe der Flügeldecken resultiert aus dem schwarzen Untergrund, der mit einer feinen gelben Behaarung bedeckt ist, sowie einer der vorderen Hälfte stärker ausgebildeten schwarzen abstehenden Behaarung. Es sind keine weißen Längsbinden vorhanden. Nur der Nahtstreifen kann etwas dichter behaart sein und dadurch heller erscheinen.
Die Beine und die Unterseite des Käfers sind sehr dicht behaart. Die Punktierung der Unterseite ist durch die Haare verdeckt. Die Tarsen sind oberseits etwas weniger dicht, unterseits sehr dicht und rötlich behaart (Abb. 5). Jede Klaue des Klauenpaars ist tief zweigeteilt, beide Teile sind gleich lang (Abb. 5). Die Spitze des Hinterschenkels reicht über das zweite Hinterleibssegment hinaus.

## Biologie
Der Lebenszyklus des Käfers dauert ein Jahr. Die Imagines erscheinen Mai bis Juni. Die Larven entwickeln sich in den Wurzeln von Echium, meist wird Echium italicum genannt. Der fertige Käfer hält sich überwiegend auf der Wirtspflanze auf, wo er an der Pflanze frisst und wo er auch kopuliert. Bei Lufttemperaturen über 30 °C sind die Käfer sehr aktiv und fliegen auch gerne, insbesondere die Männchen.
Friwaldszky nennt den Käfer in der Landessprache parányozott zenész (ungarisch winziger Musiker). Vermutlich drückt er dabei aus, dass der Käfer (wie viele Bockkäfer) zu Lautäußerungen fähig ist.

## Verbreitung
Der Käfer kommt endemisch im Süden der Balkan-Halbinsel vor (Albanien, Bulgarien, Griechenland, Mazedonien). Das Verbreitungsgebiet von Oxylia argentata liegt noch weiter östlich.

## Bemerkungen zur Erstbeschreibung und zu Synonymen
Mit dem Ziel, das Osmanische Reich zu schwächen und den Griechischen Freiheitskampf zu unterstützen, nahmen die Franzosen zusammen mit den Russen und den Engländern 1827 an der Schlacht von Navarino teil. Im Folgejahr landeten die Franzosen mit Einwilligung der Engländer und Russen bei Koroni auf der Halbinsel Peloponnes, um mit zeitweise über 14.000 Mann verschiedene militärische Operationen durchzuführen. Die als Morea-Expedition (französisch Expédition de Morée) bekannte Unternehmung zog sich bis 1833 hin. Morea ist seit dem Mittelalter der romanische Name für die Halbinsel Peloponnes.
Nach dem Vorbild der Ägyptischen Expedition unter Napoleon Bonaparte wurde auch bei der Morea-Expedition den französischen Truppen eine Kommission der Wissenschaften und Künste beigeordnet, die in drei Sektionen die vorgefundenen Kulturgüter sowie Geographie, Geologie und Fauna und Flora des Peloponnes wissenschaftlich erfassen und untersuchen ließ. Zu den teilnehmenden Wissenschaftlern gehörte Gaspard Auguste Brullé, 1832 Mitbegründer der Entomologischen Gesellschaft Frankreichs (Société entomologique de France). Brullé veröffentlichte eine Fundliste aller Gliedertiere, die bei der wissenschaftlichen Morea-Expedition (Expédition scientifique de Morée) gesammelt wurden, mit Ausnahme der Krebstiere. Die Liste ist ausführlich kommentiert und nach der von Brullé durch mehrere Gattungen erweiterten Systematik geordnet. Sie enthält 463 Käferarten, darunter über 180 Erstbeschreibungen durch Brullé. Mit der Nr. 500 wird von Brullé der hier behandelte Käfer unter dem Namen Saperda duponchelii 1832 im dritten Band der Veröffentlichungen der naturwissenschaftlichen Sektion der Expédition scientifique de Morée als neue Art erstmals beschrieben.
Duponchel ist ein französischer Entomologe und im Jahre 1836 Präsident der Entomologischen Gesellschaft Frankreichs. Den Artnamen duponchelii kann man als Genetiv des latinisierten Namens Duponchelius verstehen, die korrekte Form des Genitivs zum Namen Duponchel und in der Literatur weit verbreitet ist jedoch duponcheli.
Die GBIF führt beide Schreibweisen als Synonym.
Küster hat den Käfer 1848 unter dem Namen Phytoecia vestita (lateinisch vestītus für ‚bekleidet‘ wegen der dichten Behaarung) beschrieben. Frivaldsky beschrieb ebenfalls den Käfer 1837 unter dem Namen Saperda atomaria, die Beschreibung enthält keinen Hinweise zur Namenswahl. Möglicherweise ist atomaria die Übertragung des ersten Teils des landessprachlichen Namens parányozott zenész (ungarisch parányozott für ‚klein gemacht‘, ‚winzig‘), den Friváldszky dem Käfer gibt, ins Lateinische.
Die Gattung Oxylia wird 1862 von Mulsant aufgestellt. Der Gattungsname ist von lat. oxýs für ‚spitz‘ abgeleitet. Er bezieht sich auf die zugespitzten Flügeldecken, zu denen Mulsant schreibt: …vers l’angle sutural, qui est terminé en pointe (französisch zum Winkel mit der Flügeldeckennaht hin, der in eine Spitze ausläuft).
|                                                                                    |                                                                                                 |
| Abb. 1: verschiedene Ansichten                                                     |                                                                                                 |
|                                                                                    |                                                                                                 |
| Abb. 2: Halsschild seitlich (links entspricht vorn)                                | Abb. 3: oben Männchen unten Weibchen                                                            |
|                                                                                    |                                                                                                 |
| Abb. 4: Glied 1–3 des Fühlers von seitlich hinten Basisglied links unten           | Abb. 5: Auge von seitlich hinten roter Pfeil: oberer Augenteil, blauer Pfeil: unterer Augenteil |
|                                                                                    |                                                                                                 |
| Abb. 6: Punktierung; links Hals- schild, rechts Flügeldecke, Schildchen im Zentrum | Abb. 7: Krallenpaar linkes Vor- derbein, rötliche Behaarung auf der Tarsenunterseite            |